# Feliciano António Nogueira Lisboa
Feliciano António Nogueira Lisboa foi um administrador colonial português que exerceu o cargo de Governador no antigo território português subordinado à Índia Portuguesa de Timor-Leste entre 1788 e 1790, tendo sido antecedido por João Baptista Vieira Godinho e sucedido por Joaquim Xavier de Morais Sarmento.